# 肥皂箱

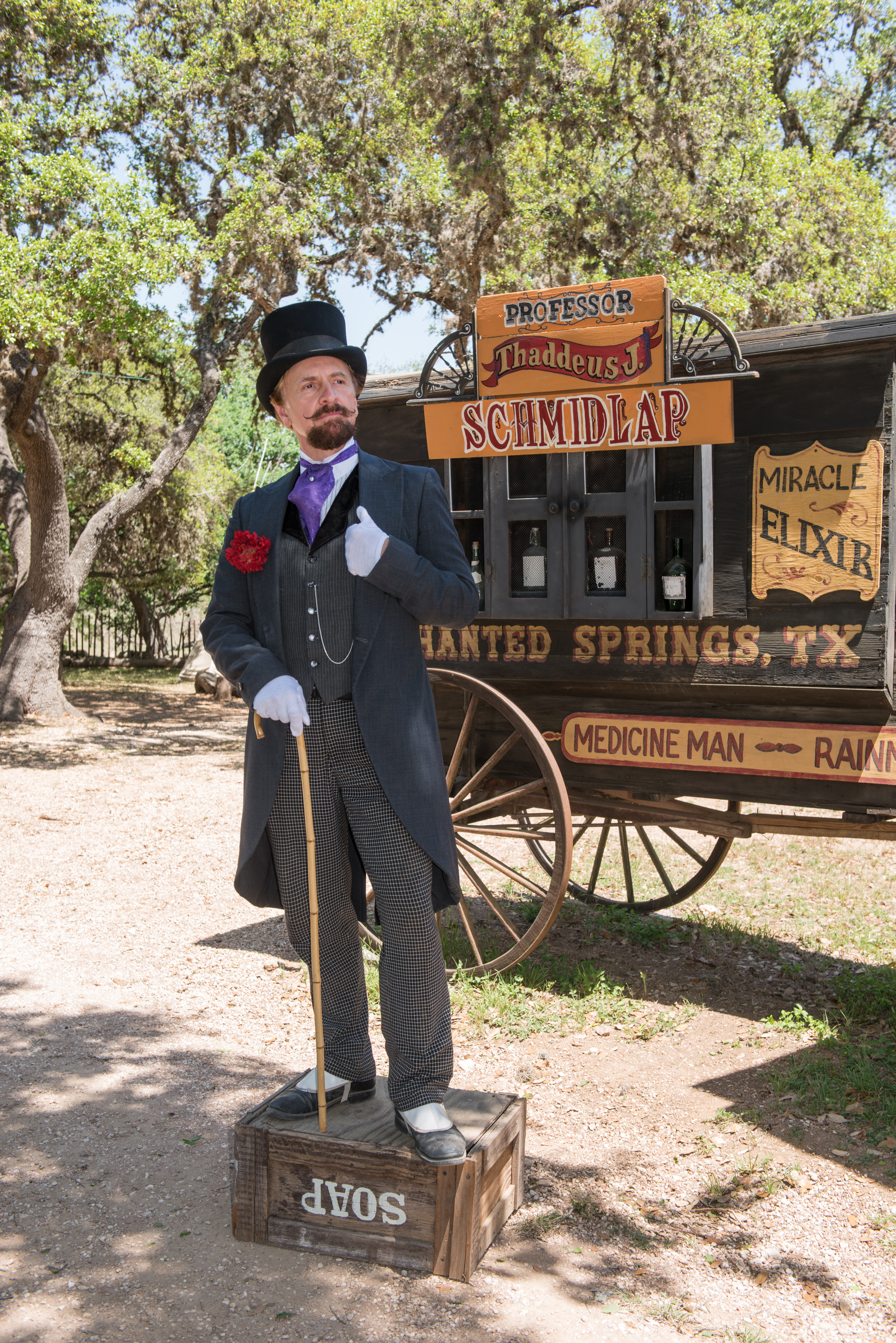
肥皂箱

肥皂箱（soapbox）是擺放在地面上的一種小盒子，人们可以站在上面即兴演讲，主題大多與政治有關。最初此類盒子是用來裝肥皂，所以得名肥皂箱。自從電台和電視出現後，站在肥皂箱上演講的情況開始減少。